# Мадри
Ма́дри (санскр. माद्री) — героиня древнеиндийского эпоса «Махабхарата», царевна государства Мадра и вторая жена царя державы Кауравов Панду. 
Однажды, когда у царя Панду уже была жена Кунти, добытая им на сваямваре, его дядя Бхишма отправился к царю мадров, чья дочь славилась своей красотой. Бхишма купил прелестную Мадри за огромное богатство. Вместе с Кунти, первой женой Панду, Мадри верно служила своему мужу в период его отшельнической жизни в лесу. Из-за нависшего над Панду проклятия, Мадри, также как и Кунти, не могла принести ему потомства. Однако, по благословению мудреца Дурвасы, Кунти получила возможность зачать трёх из пяти Пандавов (Юдхиштхиру, Бхиму и Арджуну), вызвав к себе различных богов с помощью особой мантры из Атхарваведы. Затем Кунти после настойчивых уговоров Панду неохотно позволила воспользоваться мантрой Дурвасы также и Мадри. Хитрая Мадри вызвала близнечных богов Ашвинов и зачала от них двух сыновей, близнецов Накулу и Сахадеву. Когда она через мужа пыталась ещё раз получить от Кунти волшебное заклинание, та решительно отказала: она не хотела, чтобы младшая жена сравнялась с ней количеством детей. Однажды Панду сильно возжелал Мадри, забыв о проклятии. Смерть тут же поразила царя, и Мадри совершила сати на погребальном костре своего мужа, убедив Кунти, что это она (Мадри) виновата в смерти мужа. После смерти Мадри воспитанием всех пяти Пандавов занялась Кунти, и её любимцем и баловнем всегда оставался самый младший из Пандавов Сахадева.